# انتخابات الرئاسة الإيرانية 1997
انتخابات الرئاسة الإيرانية 1997 هي الانتخابات الرئاسية التي جرت في 23 مايو 1997، لانتخاب رئيس الجمهورية الإسلامية الإيرانية، فاز بالانتخابات محمد خاتمي.